# Odontolochus villiersi
Odontolochus villiersi är en skalbaggsart som beskrevs av Rudolph Petrovitz 1966. Odontolochus villiersi ingår i släktet Odontolochus och familjen Aphodiidae. Inga underarter finns listade i Catalogue of Life.